# Masoud Mosadeghpour
Masoud Mosadeghpour, in persiano مسعود مصدق‌پور‎ (Mashhad, 3 dicembre 1997), è uno scacchista iraniano.
Ha ottenuto il titolo di Maestro Internazionale nel 2015 e di Grande Maestro nel 2017.

## Principali risultati
- 2015 – vince il Campionato del mondo U18 a Porto Carras con 9,5 /11;[2]
- 2016 – in febbraio vince il torneo "Khazar Cup" di Zibakenar con 7/ 9 davanti a 13 GM;[3]
- 2017 – in maggio vince a Shiraz il campionato asiatico juniores U20 con 8 /9;[4]
- 2018 – in luglio è terzo con 7 /9 nel torneo blitz di Poti in Georgia;
- 2020 – in febbraio vince con 7,5 /9 il torneo internazionale di Chabahar[5]